# Alcester Railway
Die Alcester Railway war eine britische Eisenbahngesellschaft in Warwickshire.
Die Gesellschaft wurde am 6. August 1872 gegründet, um eine 10,5 Kilometer lange Bahnstrecke von der Stratford-upon-Avon Railway in Bearley zur Evesham and Redditch Railway in Alcester zu bauen.
Die Alchester Railway stand von Anfang an unter dem Einfluss der Great Western Railway. Die GWR betrieb und unterhielt die Bahnstrecke ab ihrer Eröffnung am 4. September 1876. Ab dem 22. Juli 1878 gehörte die Alcester Railway der GWR und der Stratford-upon-Avon Railway. Am 1. Juli 1883 übernahm die Great Western auch die übrigen Anteile.